# Арнольдсен, Томас
Томас Соммер Арнольдсен (дат. Thomas Sommer Arnoldsen; род. 11 января 2002) — датский гандболист, выступает за гандбольный клуб «Ольборг» и сборную Дании по гандболу. Олимпийский чемпион 2024 года, чемпион мира 2025 года.

## Карьера

### Клубная
Томас Соммер Арнольдсен — воспитанник гандбольной школы «Скандерборга». С сезона 2020/21 годов выступал в основной команде первого датского дивизиона. В сезоне 2021/22 годов, забив 144 гола и сделав 143 передачи, был признан талантом года. Участвовал в мужской лиге Европы 2022/23 годов.
В сезоне 2023/24 годов выступает за «Ольборг». В 2024 году выиграл чемпионат Дании.

### Международная карьера в сборной
В составе первой сборной Томас Арнольдсен дебютировал 9 марта 2023 года в матче против сборной Германии, забил семь голов а датчане выиграли 30:23.
В августе 2024 года был включён в состав Дании на Олимпийский турнир по гандболу. Сборная Дании одержала уверенную победу на турнире, а игроки сборной стали Олимпийскими чемпионами.
В начале 2025 года принимал участие в матчах чемпионата мира по гандболу, который состоялся в трёх странах. В составе сборной Дании стал чемпионом мира, впервые в карьере. 